# Luis Felipe Rodríguez Bolívar
Luis Felipe Rodríguez Bolívar (Caracas, 25 de febrero de 1993) es un deportista venezolano que compite en atletismo adaptado. Ganó una medalla de plata en los Juegos Paralímpicos de Tokio 2020, en la prueba de 400 m (clase T20).

## Palmarés internacional
| Juegos Paralímpicos | Juegos Paralímpicos | Juegos Paralímpicos | Juegos Paralímpicos |
| Año                 | Lugar               | Medalla             | Prueba              |
| ------------------- | ------------------- | ------------------- | ------------------- |
| 2020                | Tokio (Japón)       | Medalla de plata    | 400 m T20           |